# Mendoza (Uruguay)
Pour les articles homonymes, voir Mendoza.
Mendoza ou Mendoza Grande est une ville de l'Uruguay située dans le département de Florida. Sa population est de 730 habitants.

## Population
| Année | Population |
| ----- | ---------- |
| 1963  | 254        |
| 1975  | 323        |
| 1985  | 342        |
| 1996  | 524        |
| 2004  | 745        |
| 2011  | 730        |

Référence,,